# Estação Ferroviária de Redondela
A Estação Ferroviária de Redondela, denominada oficialmente Redondela de Galicia até 2013, é uma gare de caminhos de ferro que serve a localidade de Redondela, pertencente à província de Pontevedra, na Galiza. Nela se encontram as linhas Monforte de Lemos-Redondela e Redondela-Santiago de Compostela.